# Campeonato Goiano de Futebol de 1998
O Campeonato Goiano de Futebol de 1998 foi a 55º edição da divisão principal do campeonato estadual de Goiás. O campeão foi o Goiás que conquistou seu 16º título na história da competição. O Vila Nova foi o vice-campeão. Os artilheiros do campeonato foram Ânderson Barbosa, jogador do Vila Nova e Róbson, do CRAC, ambos com 20 gols marcados.

## Premiação
| Campeonato Goiano de 1998  |
| Goiânia                    |
| -------------------------- |
| Goiás Campeão (16º título) |